# Tang Saier
Tang Saier, född ?, död efter 1420, även kallad Fo Mu, var en kinesisk upprorsledare.
Tang Saier var dotter till en stridsmästare i Putai. Hon gifte sig med Lin San och tillhörde Vita Lotus-sällskapet. År 1420 utnyttjade hon det utbredda missnöjet mot regeringen till att samla ihop en armé och utlösa ett uppror vid byn Xieshipeng. Hennes armé vann två slag, och erövrade städerna Ju och Jimo innan den besegrades vid Anqui. Därefter gick dock Tang Saier och hennes anhängare under jorden genom att blanda sig med befolkningen, som stod på deras sida, och de blev därför aldrig ställda till svars. Hon var fortsatt populär i folkminnet och byn Xieshipeng fick sitt namn efter henne.